# Patrik Baboumian

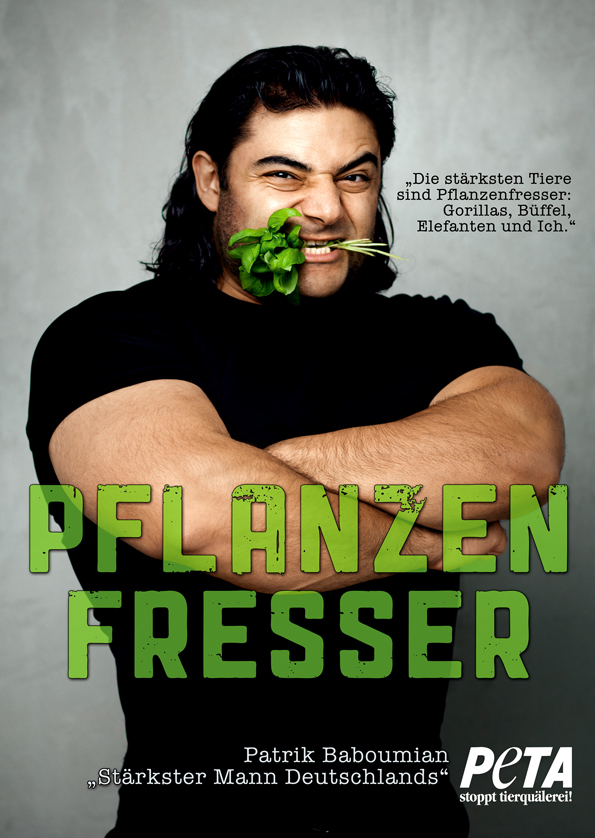
Patrik Baboumian für PETA 2011

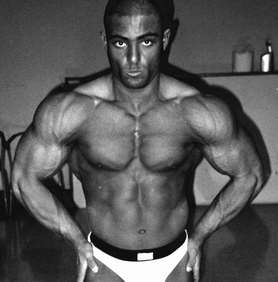
Patrik Baboumian 1999

Patrik Baboumian (* 1. Juli 1979 in Abadan, Iran) ist ein armenischer Kraftsportler und Sachbuchautor, der seit 1986 in Deutschland lebt. Bei den Strongman-Meisterschaften im August 2011 errang er den Titel „Stärkster Mann Deutschlands“. Er tritt für eine vegane Ernährung ein.

## Leben
Baboumian wuchs als Halbwaise auf, nachdem er seinen Vater mit vier Jahren bei einem Verkehrsunfall verlor. Seine Mutter war eine erfolgreiche Leichtathletin im Iran. Baboumian studierte in Marburg und Saarbrücken Psychologie und schloss das Studium 2012 mit dem Diplom ab.
Baboumian begann 1994 im Alter von 15 Jahren mit dem Kraftsport. 1998 nahm er an seinem ersten Bodybuilding-Wettbewerb teil und wurde hessischer Meister der Junioren im Mittelgewicht und Vierter der internationalen deutschen Meisterschaft. Im darauf folgenden Jahr trat er mit 84 kg Körpergewicht etwa 10 kg schwerer an. Er holte sich erneut den hessischen Titel, wurde eine Woche später internationaler deutscher Meister in der Junioren-Schwergewichtsklasse und gewann anschließend noch den Titel des Gesamtsiegers über alle Klassen.
Baboumian nahm 2006 zum ersten Mal an Strongman-Meisterschaften teil und verbesserte hierbei den seit 2004 bestehenden Rekord im Baumstammstemmen um 15 kg auf 140 kg.
Seit 11. August 2007 trägt Patrik Baboumian den Titel „stärkster Mann Deutschlands“ (bei 105 kg Körpergewicht); zudem ist er Fünfter in der offenen Gewichtsklasse und weiterhin Inhaber des deutschen Rekords im Baumstammstemmen in der 105 kg Klasse (142,5 kg).
2007 belegte Baboumian bei der IFSA Leichtgewichtsweltmeisterschaft in Panyu-City (China) den 14. Platz.
2009 hat Baboumian den seit 2004 bestehenden Weltrekord im Baumstammstemmen (bei 105 kg Körpergewicht) gebrochen. Er bewältigte dabei am 30. Mai 2009 eine Last von 162,5 kg auf der 1. Deutschen Meisterschaft im Loglift, was ihm hier den Gesamtsieg einbrachte. Im Finale der Nationalen Strongman Serie, dem Deutschland-Cup in Waging am See, verbesserte Baboumian diesen Rekord noch auf 165 kg und holte sich erneut den Titel des stärksten Mann Deutschlands (105 kg Körpergewicht). Bei der WM 2009 in Kiew belegte Baboumian am 11. Dezember 2009 den 9. Platz (105 kg Körpergewicht), was ihn zum ersten deutschen Leichtgewichtler macht, der es bei einer Strongman-WM in die Top 10 schaffte.
Mit 180 kg stellte Baboumian am 3. April 2010 bei der 2. Deutschen Meisterschaft im Baumstammstemmen in Lüchow einen neuen deutschen Schwergewichtsrekord auf und holte sich zum zweiten Mal in Folge den deutschen Meistertitel im Loglift. 2010 konnte sich Baboumian nach dem Wechsel ins Schwergewicht auch auf Anhieb den deutschen Vizetitel im Strongman holen.
Den vorläufigen Höhepunkt seiner Laufbahn erreichte Baboumian mit seinem 4. Platz bei der WM im Baumstammstemmen am 12. Februar 2011 in Vilnius. Im August 2011 konnte sich Baboumian im zweiten Anlauf den Sieg in der offenen Klasse bei der deutschen Meisterschaft im Strongman sichern und erhielt somit den Titel als der „Stärkste Mann Deutschlands 2011“.
Im November 2011 warb Baboumian für die Tierrechtsorganisation PETA in der Kampagne „Pflanzenfresser“ für eine vegane Lebensweise. Laut eigener Aussage ist Patrik Baboumian seit 2005 Vegetarier und seit 2011 Veganer. Er erregte mediale Aufmerksamkeit, weil er mit einer rein pflanzenbasierten Ernährung bei „Strongest Man“-Wettbewerben Titel gewann.
Im August 2012 trat Baboumian zur Titelverteidigung beim stärksten Mann Deutschlands erneut in Waging an. Er wurde mit nur einem Punkt Rückstand auf den Sieger am Ende Dritter.
In der Dokumentation The Game Changers (2018) zum Thema „Veganismus im Hochleistungssport“, die von James Cameron produziert wurde, ist Patrik Baboumian neben Arnold Schwarzenegger und anderen Leistungssportlern zu sehen.

## Titel und Rekorde
- 1999: int. Deutscher Meister Junioren Bodybuilding-IFBB
- 2007: Deutscher Meister –105 kg Strongman-GFSA
- 2009: Deutscher Meister –105 kg Strongman-GFSA
- 2009: Deutscher Team-Meister: Strongman-GFSA
- 2009: Deutscher Meister und Gesamtsieger im Baumstammstemmen-GFSA
- 2009: Weltrekord Loglift –105 kg (165 kg)
- 2010: Deutscher Meister und Gesamtsieger im Baumstammstemmen-GFSA
- 2011: Deutscher Rekord im Loglift +105 kg (185 kg)
- 2011: Deutscher Meister und Gesamtsieger im Baumstammstemmen-GFSA
- 2011: Deutscher Rekord im Bierfassstemmen (13 Wiederholungen)[9]
- 2011: Stärkster Mann Deutschlands 2011[10]
- 2012: Europameister im Powerlifting Klasse –140 kg Körpergewicht (GPA)[11]
- 2012: Weltrekord Bierfassstemmen (150,2 kg)[12]
- 2012: Weltrekord Front Hold 20 kg (1:26,14 Minuten)[13]
- 2013: Weltrekord yoke-walk, 550,2 kg über 10 m in Toronto[14]
- 2015: Weltrekord yoke-walk, 560 kg über 10 m in Kitzcher[15]

## WM-Teilnahmen
| Jahr | Land            | Platz |
| ---- | --------------- | ----- |
| 2007 | China           | 14.   |
| 2009 | Ukraine         | 9.    |
| 2010 | USA             | 23.   |
| 2011 | Litauen/Loglift | 4.    |
| 2011 | USA             | 14.   |

## Bücher
- Vegan ganz anders: Eine Anleitung zum groß und stark werden Narayana, 15. Januar 2014, ISBN 978-3-00-044550-7.
- Funktionelles Krafttraining für Helden: Der natürlichste und effektivste Weg zu mehr Kraft und Muskelmasse Narayana, 25. September 2015, ISBN 978-3-944125-58-9.